# Ben Gamel
Pour les articles homonymes, voir Gamel.
Benjamin Joseph Gamel (né le 17 mai 1992 à Neptune Beach, Floride, États-Unis) est un joueur de champ extérieur des Mariners de Seattle de la Ligue majeure de baseball.
Il est le jeune frère du joueur de baseball Mat Gamel.

## Carrière
Ben Gamel est réclamé au 10e tour de sélection par les Yankees de New York lors du repêchage amateur de 2010. 
Il fait ses débuts dans le baseball majeur avec les Yankees le 6 mai 2016.
Le 31 août 2016, les Yankees échangent Gamel aux Mariners de Seattle en retour de deux lanceurs des ligues mineures, Juan De Paula et Jio Orozco.